# Shelter (banda)
Shelter é uma banda Hare Krishna de hardcore e punk formada por Ray Cappo .

## História
O álbum Beyond Planet Earth lançado em 1997 é um dos melhores albuns da banda, tendo como destaque as músicas I Know so Little, Rejuvenate (letra fantástica) e a bela Whole Wide World (belo videoclipe). O detalhe do álbum para os fãs brasileiros é que no encarte o vocalista Ray Cappo está usando uma camiseta do São Paulo FC, algo até natural pela identificação que a banda tem com o Japão, visto que o Time do Morumbi se tornou muito popular nos anos 90 devido ao bicampeonato mundial conquistado na  terra do sol nascente. 
Em 2001, a banda lançou o álbum, "The Purpose, The Passion". Em 2002, com um novo baterista e um novo guitarrista a banda excursionou pela Europa e leste dos Estados Unidos mais uma vez em apoio da finalidade. 
Em 2005, Ray Cappo gravou um novo álbum intitulado "Eternal" com 11 novas canções além de um re-make "In Defense Of Reality". Eternal foi lançado em maio de 2006 pela Good Life Recordings. Ray também fez uma turnê européia com alguns membros de bandas de hardcore holandês trabalhando com estas bandas .

## Membros

### Original
- Ray Cappo
- Dave Ware
- Todd Knapp
- Tom Capone
- William Knapp

### Membros posteriores
- Graham Land
- Chris Interrante (a.k.a. Krsna-Caitanya dasa)
- Eric Dailey (a.k.a. Ekendra dasa)
- Vic DiCara (a.k.a. Vraja Kishor dasa)
- John Porcelly (a.k.a. Paramananda dasa)
- Dave DiCenso
- Adam Blake
- Franklin Rhi
- Sri Keshava (Baby Gopal)
- Trey Files
- Daniel Johansson (Versant)
- Ken Olden
- Conor Adam Logan
- Tyler Lawrence
- Matt Malouin
- Bryan K. Christner
- Aaron Rossi
- Sammy Dirksz (a.k.a. Sankirtanaika-pitarau dasa)
- Perry Poldervaart
- Cesco Willemse
- Edwin Verhiest
- Marc Hoogenboom
- Jason Grotrian (Eye for an Eye)
- Mackie Jayson
- Antonio Valladares
- Mike White (Negative Male Child)

## Discografia
- No Compromise 7" (Equal Vision, 1990)
- Perfection of Desire (Revelation, 1990)
- In Defense Of Reality 7" (Equal Vision, 1991)
- Quest for Certainty (Equal Vision/De Milo Records, 1992)
- Attaining the Supreme (Equal Vision, 1993,EVR7)
- Shelter Bhajan (Cassette) (Equal Vision, 1993)
- Standard Temple (Cassette) (Equal Vision)
- Mantra (Roadrunner, 1995)
- Beyond Planet Earth (Roadrunner, 1997)
- Quest for Certainty (CD Re-issue) (Revelation, 1998)
- Chanting & Meditations (Krishna Core, 1998)
- When 20 Summers Pass (Victory, 2000)
- The Purpose, The Passion (Supersoul, 2001)
- Eternal (Good Life Recordings, 2006)